# Весца
Весца (словен. Vesca) је насељено место у општини Водице, Средњесловенска регија, Словенија.

## Историја
До територијалне реорганизације у Словенији била је у саставу града Љубљане, односно старе општине Шишка.

## Становништво
У попису становништва из 2011. године, Весца је имала 66 становника.
| Број становника према пописима | Број становника према пописима | Број становника према пописима |
| ------------------------------ | ------------------------------ | ------------------------------ |
| 1991                           | 2002                           | 2011                           |
| 53                             | 53                             | 66                             |

Напомена: Године 2008. извршена је мања размена територија између насеља Село при Водицах и Весца.